# Luiz Henrique da Silva Brito
Luiz Henrique da Silva Brito (* 19. Mai 1967 in São Gonçalo, Bundesstaat Rio de Janeiro, Brasilien) ist ein brasilianischer Geistlicher und römisch-katholischer Bischof von Barra do Piraí-Volta Redonda.

## Leben
Der Bischof von Campos, João Corso SDB, weihte ihn am 14. Dezember 1991 zum Priester.
Papst Benedikt XVI. ernannte ihn am 29. Februar 2012 zum Weihbischof in Rio de Janeiro und Titularbischof von Zallata. Die Bischofsweihe spendete ihm der Erzbischof von São Sebastião do Rio de Janeiro, Orani João Tempesta OCist, am 12. Mai desselben Jahres; Mitkonsekratoren waren Roberto Gomes Guimarães, emeritierter Bischof von Campos, und Roberto Francisco Ferrería Paz, Bischof von Campos. Als Wahlspruch wählte er DOMINUS FORTITUDO MEA.
Am 13. März 2019 ernannte ihn Papst Franziskus zum Bischof von Barra do Piraí-Volta Redonda. Die Amtseinführung erfolgte am 11. Mai desselben Jahres.